# 序數詞
序數詞（ordinal numeral，ordinal number word）是描述事物順序的數詞。相對的概念是基数词，基數詞用來描述事物的數量。
在汉语的日常交流中，在基數前加上「第」即是序數。